# Francisco Martínez Vegaso
Francisco Martínez Vegaso (Trujillo, c. 1514 - ?) fue un conquistador español. La odisea en la que se vio envuelto este astuto extremeño puede considerarse como la más notable de la Conquista americana, ya que valiéndose de su astucia logró escatimar a los Welser de Augsburgo, banqueros alemanes aposentados en Santa Ana de Coro, hasta 110 kilos de oro que servirían al adelantado Pedro de Valdivia para culminar la conquista de Chile.

## Orígenes
Francisco Martínez Vegaso, natural de Trujillo (Cáceres), hijo de Francisco Martín Vegaso y de Francisca de Valencia; nació sobre 1514 y siendo muy joven llegaba a Santa Ana de Coro en la expedición de Ambrosius Ehinger, cuando aquel territorio de la Provincia de Venezuela le había sido concedido por Carlos I a los Welser (banqueros alemanes de Augsburgo) que mandarían varias expediciones para explorarlo y conquistarlo.

## Oro “rescatado”
Desde el curso medio del río Magdalena, Ehinger decidió enviar a la ciudad de Coro una carga de 110 kg de oro bajo la custodia del capitán Iñigo de Vasconia, que al mando de 25 soldados llevó a cabo la misión. Durante el largo trayecto, los soldados se pierden y las dificultades, el hambre y los indígenas, irán acabando con los hombres de Vasconia, cuando quedan pocos, deciden enterrar el oro.
Después de pasar innumerables penalidades, Vasconia y sus hombres irán sucumbiendo, solamente quedó con vida Francisco Martínez (Francisco Martín en la historiografía venezolana), que después de vagar sin rumbo por aquellos selváticos parajes, descalzo, barba y pelo crecido, cubierto de andrajos y muerto de hambre, tiene la suerte de que lo recogen unos indios, le curan los pies y le salvan la vida. En agradecimiento a sus protectores, u obligado por su situación, se quedará como esclavo entre los indios que lo han salvado. Pero este Martín es demasiado avispado y ha entendido que tiene que adaptarse a las situaciones que el azar le depara. Aguanta, transige… y, además de convertirse en un astuto y respetado guerrero, logrará casarse con la hija del cacique de la tribu que lo ha salvado.
Después de casi tres años lo rescatan los españoles de Hernando de Alcocer que lo llevan a Coro y luego deciden ir a buscar el oro enterrado, pero Martínez “ha olvidado” el lugar donde lo dejaron y se vuelven sin la preciada carga. A Martínez lo retienen en Coro, pero como durante su cautiverio se ha casado y ha procreado hijos, se hacía el loco y de vez en cuando escapaba de Coro para verlos, porque sostenía que no podía vivir sin la familia. Pero estas escapatorias tenían otra finalidad.
Desde las crónicas de fray Pedro de Aguado hasta nuestros días, todos los cronistas e historiadores han dado por perdidos los 110 kg de oro. Pero atando cabos y cotejando la relación mantenida por ciertos personajes que estuvieron en Coro en aquellas fechas, y los hechos posteriores derivados de aquellas amistades, se puede sacar la conclusión de que el oro no se perdió.[cita requerida]

## Alderete y Valdivia
Parece ser que en 1521, Pedro de Valdivia se encontraba entre los comuneros derrotados en la batalla de Villalar, y ese mismo año pasaba a los tercios de Flandes, después a Lombardía y con las tropas del marqués de Pescara alcanzaba el grado de alférez, interviniendo después en la batalla de Pavía. Durante todo ese tiempo ha trabado amistad y ha peleado al lado de otro soldado Jerónimo de Alderete.
En 1535, ambos se alistan en las fuerzas de Jerónimo de Ortal para la conquista de El Dorado y aparecen en la isla de Cubagua al este de Venezuela. Una serie de peripecias en Tierra Firme con Ortal hará que parte de sus hombres lo abandonen y se marchen buscando otros horizontes más prometedores. Alderete, Valdivia y una cuarentena de hombres más se encontraban entre los alzados, y al separarse llegaron al territorio de los Welser, banqueros de Augsburgo asentados en Santa Ana de Coro, y como han desertado, los detienen las autoridades alemanas y los cabecillas serán enviados a Santo Domingo para ser juzgados.
Valdivia, como no figura entre los cabecillas de la rebelión, se quedará en Coro momentáneamente y durante esa larga estancia hará amistad con Martínez Vegaso. En sus diálogos, posiblemente comentarán confidencias, proyectarán conquistas por su cuenta, y como naturalmente cuentan con respaldo económico… ¡Manos a la obra!

## La conquista de Chile
Algún tiempo después, Alderete y Valdivia, marchan al Perú, Francisco Martínez Vegaso desaparece de Coro y en 1538 el trío andaba por el Cuzco proyectando la conquista del territorio de Chile ¿De dónde sacaron el dinero para tal empresa? Antes de proseguir, hay que aclarar que los españoles que estuvieron en Venezuela durante el periodo de los Welser, a ninguno se les permitía sacar oro ni nada de valor, debido al férreo control que ejercían los mandos alemanes.
Y con respecto al dinero empleado en tal empresa, se deduce, que en las frecuentes “visitas familiares” que hacía Martínez Vegaso al lugar donde estuvo cautivo, este iba acercando el oro a la costa; y algún barco, subrepticiamente, se llevó los 110 kg de oro a España y con el producto de la venta encubierta, financiaron la campaña chilena.
Un tal Alonso de la Barrera (financista de la expedición de Ortal), sobradamente conocido en la historiografía venezolana por actuar de armador y negociante en el litoral caribeño, posiblemente fuera el que llevó el oro a España, porque seguramente debió conocer a Valdivia, Alderete y a Martínez Vegaso cuando andaban por Coro.

## Polémica
Por una serie de hechos palpables y perfectamente contrastables en la historiografía de Venezuela, alguien sostiene que el socio de Valdivia fue, sin ninguna duda, Francisco Martínez Vegaso, pero las autoridades de la Academia Chilena de la Historia, rechazan esta posibilidad y dan como socio y financista al madrileño Francisco Martínez de Vergara.
Respetando la concluyente decisión de los historiadores chilenos, la teoría expuesta en estos argumentos que se exponen, puede ser admitida por las circunstancias siguientes:

## Argumentos
La inquietud sigue viva, puesto que, al parecer, existen cabos sueltos y varios puntos oscuros que todavía no se han esclarecido suficientemente como para rebatir el argumento histórico, porque da la impresión de que los historiadores chilenos que dictaminaron la tajante decisión, desconocen (o desconocían) ciertas circunstancias esclarecedoras que figuran en archivos de la época y que están relacionados con estos personajes que anduvieron por la Provincia de Venezuela.
Es más que milagrosa la coincidencia de que Valdivia, en tan poco tiempo que pasó en España (viaje que al parecer nunca realizó puesto que casi todos sus biógrafos sostienen que nunca más volvió a pisar el territorio ibérico), encontrara en su corta estancia de Madrid un acaudalado colaborador para su peligrosa empresa chilena (cuando anteriormente había fracasado estrepitosamente Diego de Almagro) y que además el confiado financista se llamara Francisco Martínez de Vergara.
Por si fueran pocos los milagros, también se da la coincidencia de que ese Francisco Martínez de Vergara (siendo de Madrid), en 1537 contrae matrimonio en Sevilla con una joven llamada María de Vergara, hija del tal Alonso de la Barrera. Este Alonso, coincidentemente y por las fechas en que “se esfuma el oro”, negociaba en la isla de Cubagua, Coro, Cabo de la Vela y en varios puertos del litoral venezolano.

## Conclusiones
Ante estas "extrañas" coincidencias de fechas, incidencias reseñadas, nombres de personajes, ocupaciones profesionales y zonas venezolanas de estancias castrenses, o de actividades marineras y mercantiles, donde se desenvolvieron estos personajes, ocurre pensar:
1.º) Ante el crecido número de circunstancias adversas que superó Francisco Martínez, su astuta forma de ganarse el respeto de los indios y las actuaciones desarrolladas durante su estancia como cautivo en la tribu indígena, hay que pensar que el extremeño es más audaz, despierto y emprendedor de lo que realmente parece. Por estas dotes personales, no deberá extrañar que se “olvide” del sitio donde enterraron las alforjas de oro para beneficiarse personalmente de aquel tesoro perdido.
2.º) Dado que Barrera financia la expedición de Jerónimo de Ortal, y que ha debido conocer a Alderete y a Valdivia en territorio venezolano, posiblemente, y por esas fechas, conociera también a Martínez Vegaso; en este caso, entra dentro de lo probable que el armador andaluz, secretamente transportara hasta España a Francisco Martínez Vegaso y los 110 kilos de oro.
3.º) Que Francisco Martínez Vegaso (apuntalado por sus 110 kilos de oro) es muy probable que se casara con la hija de Alonso de la Barrera, y para no levantar sospechas, deformará su identidad (algo normal en aquellos tiempos, cuando había algo que ocultar -y Francisco tenía que ocultar la procedencia de su repentina y cuantiosa riqueza-) y adoptara el Vergara como segundo apellido cuando se casa en Sevilla, o cuando sale de España, o al llegar al territorio chileno.
4.º) Por otro lado, dos historiadores chilenos (Tomás Thayer Ojeda y Crescente Errázuri), ya apuntaron la posibilidad de que Martínez Vegaso fuera el socio de Valdivia. Pudiera ser que ambos historiadores, atando cabos sueltos y relacionando la colaboración de Lucas Martínez Vegaso, hermano de Francisco y residente en Perú, hubiesen vislumbrado (o averiguado) estas resaltantes coincidencias.
En la descripción curricular de Lucas Martínez Vegaso (hermano de Francisco), existe la siguiente nota: "forma Compañía para mercadurías como apoderado de Francisco Martínez Vegaso con Diego García de Villalón, residente en la Provincia de Chile”. Esto demuestra que Francisco consiguió sacar los 110 kg de oro, ya que de otra forma sería imposible que éste lograra ser un rico comerciante, cuando su accidentada estancia en Venezuela al servicio de los Welser, no le produjo ni un solo ducado, por el sistema fiscalizador de los alemanes y por las adversas circunstancias que atravesó durante su estancia en la zona.

## Epílogo
Ante este cúmulo de evidencias esclarecedoras, se puede pensar que el tal Martínez de Vergara es la misma persona que Martínez Vegaso; esta posibilidad demostraría que éste pudo cambiarse el apellido para encubrir su verdadera identidad y ocultar la riqueza que repentinamente había obtenido. Es bastante probable que el error lo cometiera don Luis de Roa y Ursúa en su libro "El reino de Chile"